# Polygala apparicioi
Polygala apparicioi là một loài thực vật có hoa trong họ Polygalaceae. Loài này được Brade miêu tả khoa học đầu tiên năm 1954.